# 海南臭蛙
海南臭蛙（Odorrana hainanensis）为赤蛙科赤蛙屬的两栖动物，是中国海南的特有物种。常与云南臭蛙混淆。雄蛙体长49–62毫米，雌蛙75–123毫米。
因栖息地遭破坏，生存受到威胁。
其种加词“hainanensis”意为“海南的”。